# Berlinerformat

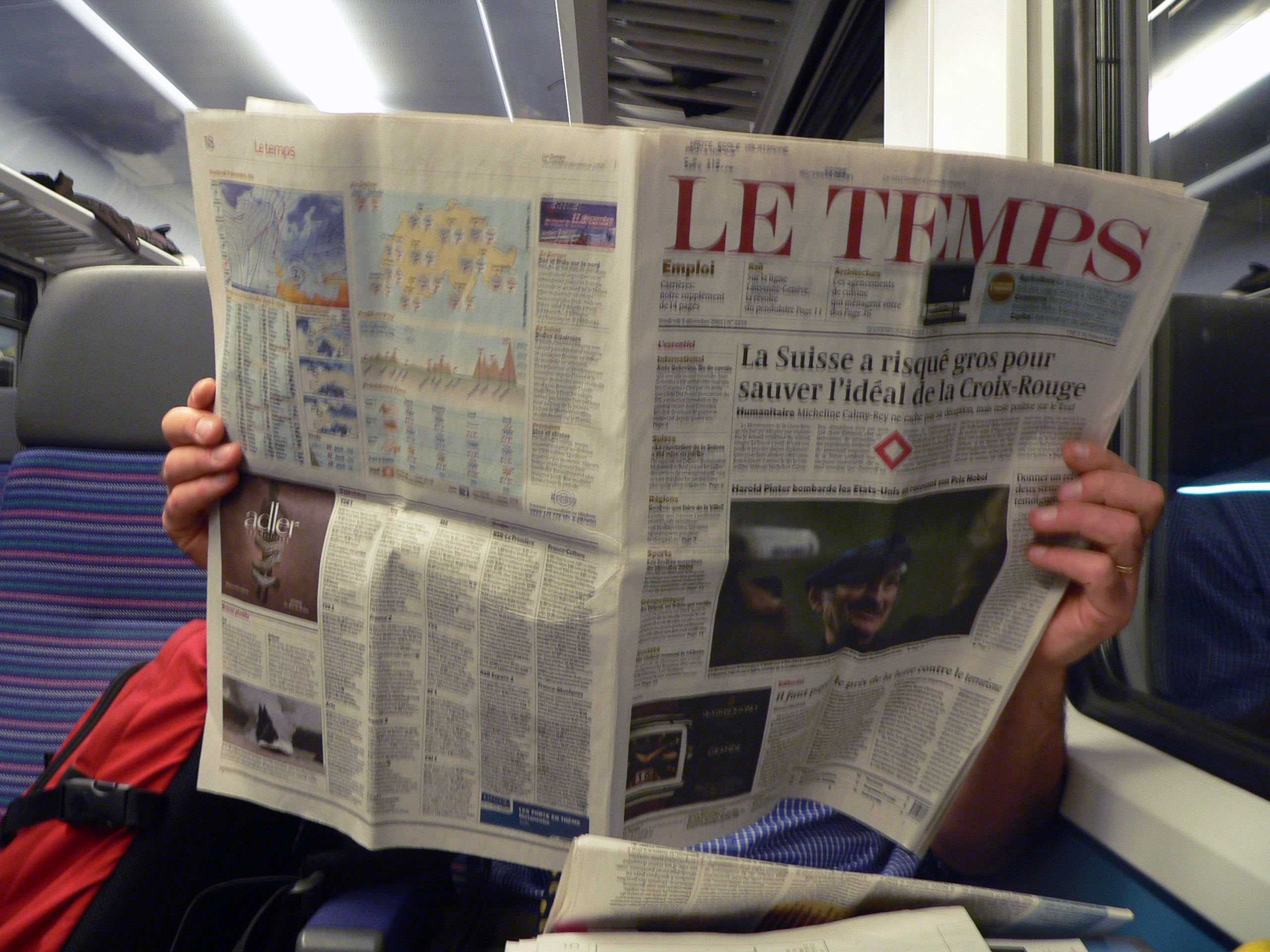
Le Temps i Berlinerformat.

Berlinerformat är ett tidningsformat med sidor som har sex spalter. Vanliga format är 470–490 × 315 mm stora. Det är lite högre och lite bredare än tabloidformatet.

## Exempel på tidskrifter i berlinerformat
- Le Monde
- Le Temps
- The Guardian
- Kölner Stadt-Anzeiger
- 20 minutos
- Tidningen Folket – från 2007 berliner- och halvberlinerformat[1][2]